# 革命博物館 (キューバ)

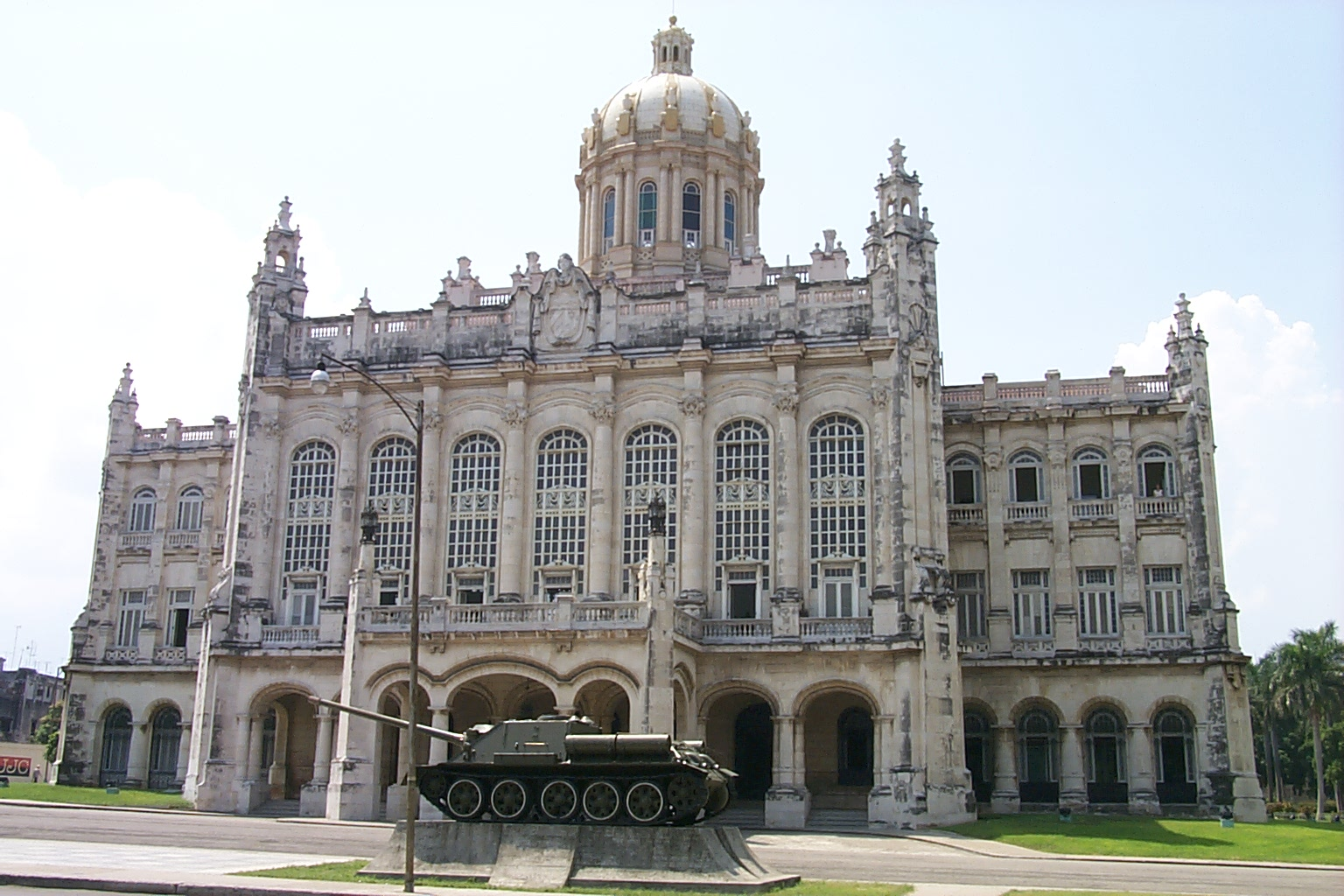
Museo de la Revolución

革命博物館（Museo de la Revolución）は、オールド・ハバナ（キューバ）に位置する博物館。マリオ・ガルシア・メノカル（第3代大統領）からフルヘンシオ・バティスタ（第14代、第17代大統領）まで大統領官邸（Presidential Palace）として使用され、キューバ革命後に革命博物館になる。

## 建物
- 設計：Carlos Maruri（キューバ人）、Paul Belau（ベルギー人）。1920年、マリオ・ガルシア・メノカル大統領により任命。
- ネオ・クラシカルの要素を持ち、ニューヨークのティファニーにより装飾

## 展示

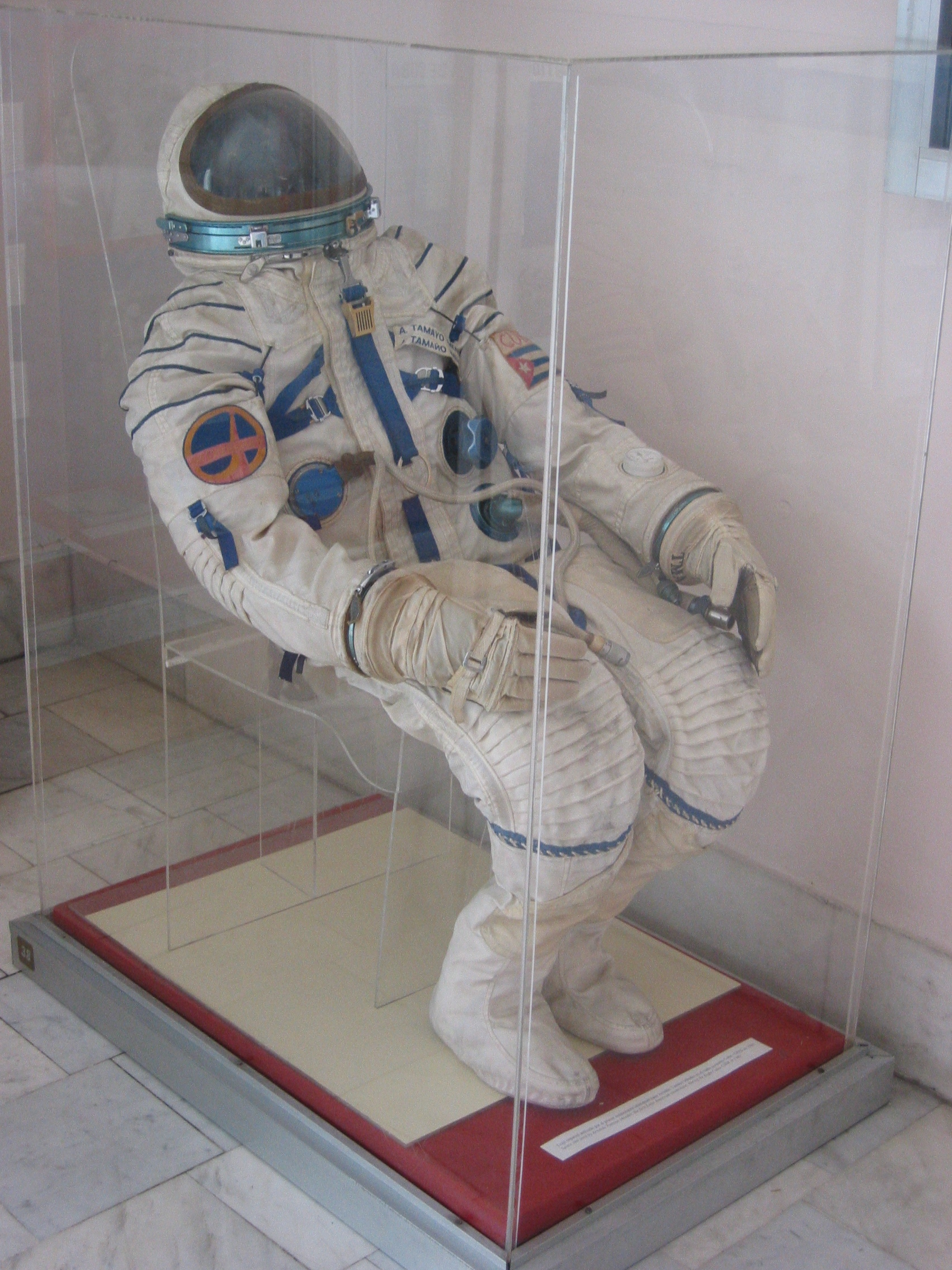
アルナルド・タマヨ・メンデスの宇宙服

- 対スペインの第一次キューバ独立戦争、第二次キューバ独立戦争、キューバ革命時、革命以降の歴史
- ガラスケースに入れられた、グランマ号（7月26日運動が革命時にメキシコからキューバへ上陸する際に使用したヨット）が隣接して保存されている。
- キューバミサイル危機時に、アメリカ合衆国の偵察機 U-2を撃墜した S-75 、U-2 のエンジン。
- 博物館近くには、ソヴィエト駆逐戦車 SU-100 が展示される。

## 住所
Refugio No. 1 entre Avenida de las Misiones y Zulueta, La Habana Vieja, Ciudad de la Habana, Cuba
座標: 北緯23度08分30秒 西経82度21分24秒 / 北緯23.14167度 西経82.35667度